# Татавиам
Татавиам (на английски: Tataviam) е Калифорнийско индианско племе, чиято традиционна родина се намира в западната част на окръг Лос Анджелис и южната част на окръг Вентура, в басейна на река Санта Клара, планините Санта Сузана и Сиера Пелона. Почти нищо не е известно за социалната и политическата им организация. Има оскъдни доказателства и за езика им. Учените предполагат, че е бил Юто – ацтекски от клона Такик. Последният говорещ езика Татавиам умира през 1916 г. Племето чумаш им дало името „Алликлик – пелтек“, заради различния им език.
Около 1770 г. общото население на племената серано, татавиам и китанемук се изчислява на около 3500 души. През 1910 г. са регистрирани едва 150 души от трите племена.
Известно е, че основна храна са били жълъдите, различни семена и диви плодове. Ловували дребни животни, елени и понякога антилопи.
Испанците срещат за първи път татавиам през 1769 – 1770 г. До 1810 г. почти всички от племето са кръстени в мисията Сан Фернандо, където постепенно се смесват с други хора. Впоследствие повечето измират от болести. Днес не съществуват като племе.